# 空の昴
『空の昴』（そらのすばる）は、本島幸久による日本の漫画作品。講談社刊行『週刊少年マガジン』および『マガジンSPECIAL』で連載されていたゴルフ漫画。全21巻。

## あらすじ
星野昴は運動好きの小学5年生だったが、急性腎炎を患い、一命は取り止めたものの、激しい運動ができない身体になってしまう。落ち込む昴であったが、ゴルフを嗜む一人の老人西尾誠一郎と出会い、「体力のない老人や子供でも楽しめるスポーツ」であるゴルフに魅了される。
日本プロゴルフ界の頂点に立ち続け「帝王」と称される兵藤正祀。今は車椅子生活を送る昴の父大地は、かつて兵藤正祀と唯一競り合った凄腕のアマチュアゴルファーでもあった。大地の計らいで兵藤正祀とコースデビューを果たした昴は、正祀から「競技ゴルフ」を薦められる。
兵藤正祀の一人息子兵藤芯は母を亡くし、父である正祀と過ごす時間を増やすべく、正祀のいる場所であるプロゴルファーの世界を目指していた。自分ですら父・正祀とコースを回ったことがないのに、父・正祀とコースを回っている昴を目撃した芯は、昴に嫉妬と敵愾心を抱く。
西尾誠一郎が主宰するジュニアフレンドカップで、昴と芯、西尾の孫娘である西尾翠は激戦の末、昴が優勝を果たす。
昴はゴルフの名門、蒼北学院中等部にゴルフ部門のスポーツ受験で挑み、困難な試験の合格する。蒼北学院男子ゴルフ部は、部長の吾妻の方針変更によって分裂状態だったが、昴は吾妻と部長の座とゴルフからの撤退とを賭けて勝負を挑み、これに勝利する。
全日本ジュニア対抗戦に参戦した蒼北学院男子ゴルフは難敵を下し、決勝で再び芯と対戦することになる。昴、芯ともに今後のゴルファー生活を危ぶまれるような疲労、負傷を伴う激戦の末、個人スコアとしては両者-54という驚異的なスコアで引き分けたものの、試合の勝敗そのものは蒼北学院が優勝を果たす。
5年後、芯はプロゴルファーとしての歩みを始め、昴は日本アマチュア選手権へ参加する。
大会中にオールドマン・パーと出会った昴は、「やっぱりゴルフは面白い」と今日もコースに立つ。

## 登場人物

### 主要人物
星野昴（ほしの すばる）
本作品の主人公。初登場時は小学5年生。
名前の由来は、おうし座のプレアデス星団の別名、『昴』。
兵藤芯（ひょうどう しん）
日本ゴルフ界の頂点に君臨するプロゴルファー・兵藤正祀の息子。昴と同学年。
名前には、クラブの“芯に当たる”という意味が込められている。
中学はゴルフとしては無名の千葉静城中学へ入学。ほぼ芯のみのスコアで決勝まで進ませる。
西尾翠（にしお みどり）
北渡ゴルフクラブの理事長・西尾誠一郎の孫。昴と同学年。ジュニアフレンドカップ出場者。
ジュニアフレンドカップで昴と対戦して以降、昴を気に掛けるようになり、昴が名門・蒼北学院のスポーツ受験に合格したのを知った途端、本来の志望校を変えて蒼北学院を一般受験して合格し、後を追いかけるように入学する。

### 登場人物の家族
星野大地（ほしの だいち）
昴の父親。本業は弁護士。車椅子を送っている。兵藤正祀、武田晴彦とは大学のゴルフ部で同期だった。日本アマチュア選手権での優勝経験がある。
28歳の時、アマチュアゴルファーとして、日本ゴルフ界の頂点を決める日本オープンに出場し、兵藤正祀と同スコアでトップ争いをし、互いにトップで並んだまま3日目を終えた。詳細は描かれていないが、最終日には出場しておらず棄権した形式になっている。
昴の名器ボーケイウェッジや、クラブを回す癖は大地譲り。
昴の母親
昴の母親。名前は不明。
フレンダー
星野家の飼い犬。
兵藤正祀（ひょうどう まさし）
兵藤芯の父親。日本ゴルフ界の頂点に君臨するプロゴルファー。自分の認めた相手としかゴルフをしない。星野大地、武田晴彦とは大学のゴルフ部で同期だった。
幼い頃から「神童」とも呼ばれるゴルファーであり、勝てなかった試合は全日本ジュニア対抗戦だけとも言われている。
西尾誠一郎（にしお せいいちろう）
翠の祖父。昴がゴルフを始めるきっかけを与えた人物。昴からは「じーちゃん」と呼ばれている。
本業は医者だが、北渡ゴルフクラブの理事長も務める。
武田晴彦（たけだ はるひこ）
兵藤正祀の専属キャディ。渾名は「武晴（タケハル）」。兵藤正祀、星野大地とは大学のゴルフ部で同期だった。

### 蒼北学院関係者
後藤一彦（ごとう かずひこ）
スポーツ受験の合格者。実力は高く、代表選手として出場する機会も後述の御方、相沢より多い。
日本アマチュア選手権では昴のキャディを務める。
御方歳朗（みかた としろう）
スポーツ受験の合格者。いかつい外見と打って変わって怖がり。
相沢光（あいざわ ひかる）
スポーツ受験の合格者。実家は牧場を経営しており、ラフからの打ち出しは得意だが、バンカーは苦手だった。
吾妻（あづま）
中学2年生。ゴルフ部の部長。部内コンペで優勝し部長となってからは、ゴルフ部強化のためプロコーチを雇った個人練習主体に切り替え、慣れ合うための部室も不要としたことで、ダフリ軍団（後述）を除いて、ほとんどの部員が辞めていった。
ゴルフの技量は昴に勝る点も多い。
沢渡守（さわたり まもる）
中学3年生。「ダフリ軍団」の団長。まともにボールを打った事が無かったが、ゴルフに関する知識は豊富。
吾妻・沢渡進ペアとの4サムで昴とパートナーを組み、賭け試合を経て、ウィニングショットが沢渡だったこともあり、部長に就任。賭けの通りにゴルフを辞めようとする吾妻を「おまえが負けたのは星野ではなく自分」と強引に引き留めた。
沢渡進（さわたり すすむ）
中学2年生。ゴルフ部の副部長。肌が黒い。ダフリ軍団の兄・守を嫌っていた。
金宮肇（こんぐう はじめ）
蒼北学院ゴルフ部の顧問。37歳。あだ名は「コング」。
スポーツ受験・ゴルフ部門の際には試験官を務めた。
試験の後に、ゴルフ部分裂の責を感じ、学院を離れ実家の寺に戻っていたが、再びゴルフ部顧問となる。
ジュニア時代は全国レベルで活躍していた。

### その他
照井大吾（てるい だいご）
若手プロゴルファー。あだ名は「テリー」。ヘッドスピードが遅いこと、ボーケイウェッジ以外のクラブでのスピンコントロールが甘いことなど昴の欠点を指摘する。昴がスポンサー推薦枠で日本プロゴルフツアーに出場した際には初日のキャディを務める。
神尾マコト（かみお マコト）
元プロキャディだったが選手以上に熱くなる性格からキャディを辞め、ゴルフ用品店で働く女性。ヘッドスピードが遅いことに悩む昴に女子用の軽いシャフトのクラブを提案し、クラブセットのチューニングを行う。しかし、そのチューニングはプロツアーのラフ向きではなかったため、責任を感じて昴がスポンサー推薦枠で日本プロゴルフツアーに出場した際の2日以降はキャディとして復帰する。